# Couronne (géométrie)
Pour les articles homonymes, voir Couronne.

Une couronne circulaire a deux rayons comme on le voit sur la figure, un rayon intérieur et un rayon extérieur

En géométrie, une couronne ou plus précisément une couronne circulaire est une région du plan comprise entre deux cercles concentriques de rayons différents. Elle a deux rayons qui sont ceux de chacun des deux cercles. Une  couronne sphérique ou couronne solide est une généralisation à trois dimensions de la couronne circulaire. C'est la région entre deux sphères concentriques de rayons différents. Elle a aussi deux rayons. On appelle épaisseur de la couronne la différence des deux rayons, qui vaut {\displaystyle R-r} (notations de la première image).

## Couronne circulaire
L'aire d'une couronne circulaire est la différence entre les aires du plus grand disque de rayon R et du plus petit du rayon r :
{\displaystyle A=\pi R^{2}-\pi r^{2}=\pi \left(R^{2}-r^{2}\right).}

## Couronne sphérique

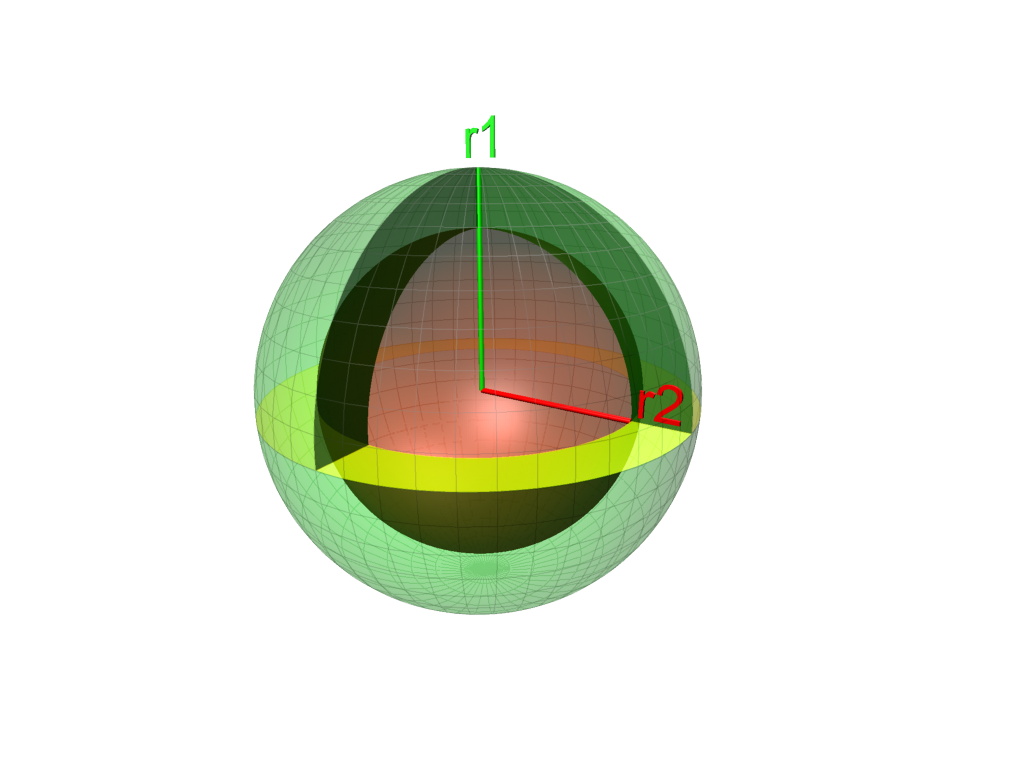
Une couronne sphérique

Le volume d'une couronne sphérique est la différence entre les volumes de la plus grande boule de rayon R et de la plus petite de rayon r :
{\displaystyle V={\frac {4}{3}}\pi R^{3}-{\frac {4}{3}}\pi r^{3}=V={\frac {4}{3}}\pi (R^{3}-r^{3})}
Une approximation du volume d'une couronne sphérique mince est la surface de la sphère interne multipliée par l'épaisseur t de la couronne : 
{\displaystyle V\approx 4\pi r^{2}t,}
quand t est très petit par rapport à  r ({\displaystyle t\ll r}).

## Applications
Une fonction holomorphe définie dans une couronne est développable en série de Laurent.